# Грюер (сирене)
Грюер (на френски: Gruyère) e традиционно швейцарско сирене, което се произвежда в района на окръг Грюер, Швейцария.

## История
Името на сиренето произхожда от името на едноименния район в кантон Фрибур (Швейцария). Има запазен документ от 1115 г., който описва технологията на производство на това сирене. От 1249 г. до средата на XVII век производството на сиренето грюер се свързва с името на граф Gruyères, васал на Савойската династия. През 1856 г. сиренето Грюер получава златен медал на Световното селскостопанско изложение в Париж.
На 26 юли 2001 г., сиренето получава статут на продукт с контролиран произход или AOC (на френски: appellation d'origine contrôlée), което означава, че Грюер може да се нарича само сирене, произведено в кантоните Фрибур, Во, Ньошател и Юра, а също в някои части на кантона Берн.

## Характеристика, технология и видове
Грюер е твърдо жълто сирене почти без дупки, с плътна консистенция, доста солено, с остър пикантен аромат и леко орехов вкус.
Сиренето се прави от сурово краве мляко без добавяне на консерванти. Използването на добавки в процеса на производство е забранено. Произвежда се на цилиндрични пити с диаметър 55-65 см, височина 9,5-12 см и тегло 25-40 кг.
През целия период на зреене сиренето редовно се измива със солена вода и се обръща. След четири месеца и половина на узряване всяко парче се проверява за качество, след което се опакова и изпраща в търговската мрежа.
Грюер има различен вкус в зависимост от времето на узряване на сиренето, като в зависимост от това съществуват следните видове:
- Сладък Грюер (на френски: doux) – 5 месеца
- Полусолен Грюер (на френски: mi-salé) – 7-8 месеца
- Солен Грюер (на френски: salé) – 9-10 месеца
- Грюер Резерва (на френски: surchoix / réserve) – 12 месеца
- Стар Грюер (на френски: vieux) – 15 месеца